# Pebe
Pebe (PEBE) var ett system av byggelement av plast som utvecklades under 1950-talet i Östtyskland av Paul Bernhardt. Bolaget grundades 1955 och 1957 var antalet anställda 30 stycken. 1972 förstatligades verksamheten under namnet VEB Plastica Bad Kösen, från 1985 VEB Chemische Fabrik Bad Kösen.
Pebe-klossarnas storlek är baserat på Lego-systemet men kallas hos Pebe för 8-mm-System. Pebe kan kombineras med Lego och genom åren följde Pebe Legos utveckling av produkter. Bland de produkter som skiljde åt var bland annat Pebes militära fordon. Under 1980-talet ändrades systemet efter en rättslig strid med Lego så att systemen inte längre var kompatibla. Lego hade 1974 tagit rättsliga åtgärder mot försäljningen av Pebe i Västtyskland och andra västländer. Pebe utvecklade familjespel för att ersätta byggklossarnas i den viktiga exporten. Det nya systemet fick namnet Pebe 2000 och lanserades 1984. Efter den tyska återföreningen privatiserades bolaget men produktionen lades ned 1996.